# Яроватка
Ярова́тка — село в Україні, в Паланській сільській громаді Уманського району Черкаської області. Розташоване на обох берегах річки Ревуха (притока Ятрані) за 21 км на північний захід від міста Умань. На околиці села знаходиться залізничний роз'їзд Яроватка. Населення становить 215 осіб (станом на 1 січня 2024 р.).

## Історія
- Перші люди, хто населяв територію сучасної Яроватки — трипільці. На теренах села виявлено трипільську, а також черняхівську кераміку. Серед знахідок також є римське скло та римські керамічні уламки.

- В 1609 році згідно з рішенням Сейму Валентій Александер Калиновський придбав величезну безлюдну територію — "Уманську пустелю". В 1620 році вперше згадується село Яроватка, яке належить Калиновському гербу Калинова. Син В. А. Калиновського Мартин був у шлюбі з князівною Геленою Корецькою.

- Перша третина 18 ст. — село переходить до рук графа Францішека Салезія Потоцького.

- Друга половина 18 ст. — в селі вже існує окрема церква святого архангела Михаїла.

- Грудень 1763 р. — дарча графа Потоцького церкві в Яроватці (церковний причт складали дві особи: священник і дячок).

- Друга половина 18 ст. — Потоцький дарує село та його землі василіанину, уніатському єпископу Максиміліану Рилу.

- Початок 19 ст. — село належить панам родини Сераковських, окрім земельних угідь Сераковські також тримали ґуральню.

- Середина 19 ст. — після придушення Польського повстання (1830—1831 р.р.) поміщик Сераковський втікає до Варшави, а в село входить кавалерійський ескадрон армії Російської імперії. Панський маєток та село загалом зруйновано, а жителів Яроватки розселено в навколишніх селах.

- 30-ті роки 19 ст. — Яроватку перетворено на військове поселення, де розташувався гусарський ескадрон Російської імператорської армії (церковні землі передано до військового відомства).

- Після ліквідації військового поселення (1857) колишні церковні землі передано Введенській церкві (нині с. Іванівка), тому що церкву архангела Михаїла було знищено. За сільською легендою ніхто не хотів знімати церковного хреста, але знайшовся хлопець, який згодився зняти хрест і на наступний день загинув.

- 1865 р. — колишнім жителям Яроватки дозволено повернутися на спустошену територію села. В той же час село стає казенним, себто належало не поміщикам, а державі.

- 1891 р. — було збудовано залізничну станцію при відкритті залізниці «Христинівка — Шпола». Пізніше переведена в категорію роз'їзду.

- 20-ті роки 20 ст. — в Яроватці утворено пожежну бригаду (місцеві жителі).

- 23 березня 1923 р. — постановою Київського губернського земельного відділу за номером 107 було затверджено с/г артіль «Колос».

- 1926 р. — артіль «Колос» отримала перший трактор «Fordson» і цього ж року артіль придбала молотарку, снопов'язалку, жатку-самоскидку та інший с/г інвентар.

- У 1932—1933 роках головою артілі «Колос» був Василь Савович Задорожний, завдячуючи якому в селі жодна людина не вмерла від голоду. Василь Задорожний таємно переховував молоко та хліб, годуючи місцевих селян. При ньому збудовано млин, крупорушку та ін. В 1944 році Василя Задорожного було засуджено за співпрацю з німцями.

- 1936 р. — в Яроватці розпочато будівництво власної електростанції, а через два роки всі оселі селян та виробничі приміщення господарства було електрифіковано.

- Двоє уродженців Яроватки з прізвищем Калиновський брали участь в Другій Світовій війні, а саме Микита Федорович Калиновський, який народився в Яроватці 19.12.1920 року та Анатолій Володимирович Калиновський 1922 року народження, які були ймовірно нащадками Калиновських гербу Калинова.

- За час Другої Світової війни загинуло 33 мешканці села, в пам'ять яких зведено обеліск Слави, котрий збудовано в 1966 році за кошт колгоспу.

- При радянській владі в селі зведено сільську середню школу та водонапірну вежу (школу зведено на місці колишньої церкви святого архангела Михаїла та церковного кладовища).

- 1999 р. — село газифіковано.

- В 2024 році зведено значну кількість сонячних панелей, під'єднаних до старої електростанції, збудованої в 1936 році.

### Назва
- Назва Яроватка походить від слова "яро" чи "ярий", тобто молодий. Так само є укр. слово "ярувати", тобто мається на увазі бути в збудженому стані чи біситися, так само і в поляків є "jurzuc sie". В книзі "Рускіе простонародные праздники и суеверные обряды" IV випуску, виданій в Москві в 1839 році зазначено, що малороси (українці) називають весну "зеленачка" та "яро". І досі це слово збереглось в слов'ян, а саме в Чехії, де слово "весна" звучить "jaro". Отже вірогідно, що слово "яровати" означає святкувати весну і біситися. Першим весняним святом в Україні було свято весни "Красна Гірка", присвячена Ладі. Неподалік села є Лядський ліс, який імовірно і взяв назву від цього Ладо. В XVII столітті Інокентій Гізель у своєму " Синопсисі" в доповненні до розповіді ""Повість минулих літ" про ідолів князя Володимира писав, що четвертим ідолом був Ладо і що це ім'я бога весілля і всякого благополуччя. Ян Длугош в XV ст. згадує стародавнього польського слов' янського бога "Lyada" тотожного до бога Марса (Ареса).
- За іншою версією село так називалося від свого розташування в ярах.

### Лядський ліс
Неподалік села є лісовий масив, який зветься Лядський ліс. Назва Лядо пов'язана з прасл. *lędo — «місце, де вирубано чи випалено ліс» (при підсічно-вогневому землеробстві)

### Чисельність населення
Станом на 1796 рік в селі проживали 139 людей (86 ч. та 63 ж. (22 двори));
Станом на 1900 рік в селі проживали 392 мешканці (207 ч. та 185 ж. (81 двір));
За переписом від 2001 року в селі проживала 271 особа.

## Населення

### Мовний склад
Рідна мова населення за даними перепису 2001 року:
| Мова       | Чисельність, осіб | Доля     |
| ---------- | ----------------- | -------- |
| Українська | 267               | 98,52 %  |
| Румунська  | 3                 | 1,11 %   |
| Російська  | 1                 | 0,37%    |
| Разом      | 271               | 100,00 % |

## Транспорт
З сусідньої Іванівки до Умані веде дорога з асфальтним покриттям. Також село знаходиться поблизу залізниці, де на роз'їзді «Яроватка» зупиняється дизель-потяг Умань — Черкаси.

## Інфраструктура
У селі є фельдшерський пункт, бібліотека, сільський клуб, приватний продуктовий магазин «Гуд'ок», автодорога заасфальтована.

## Галерея

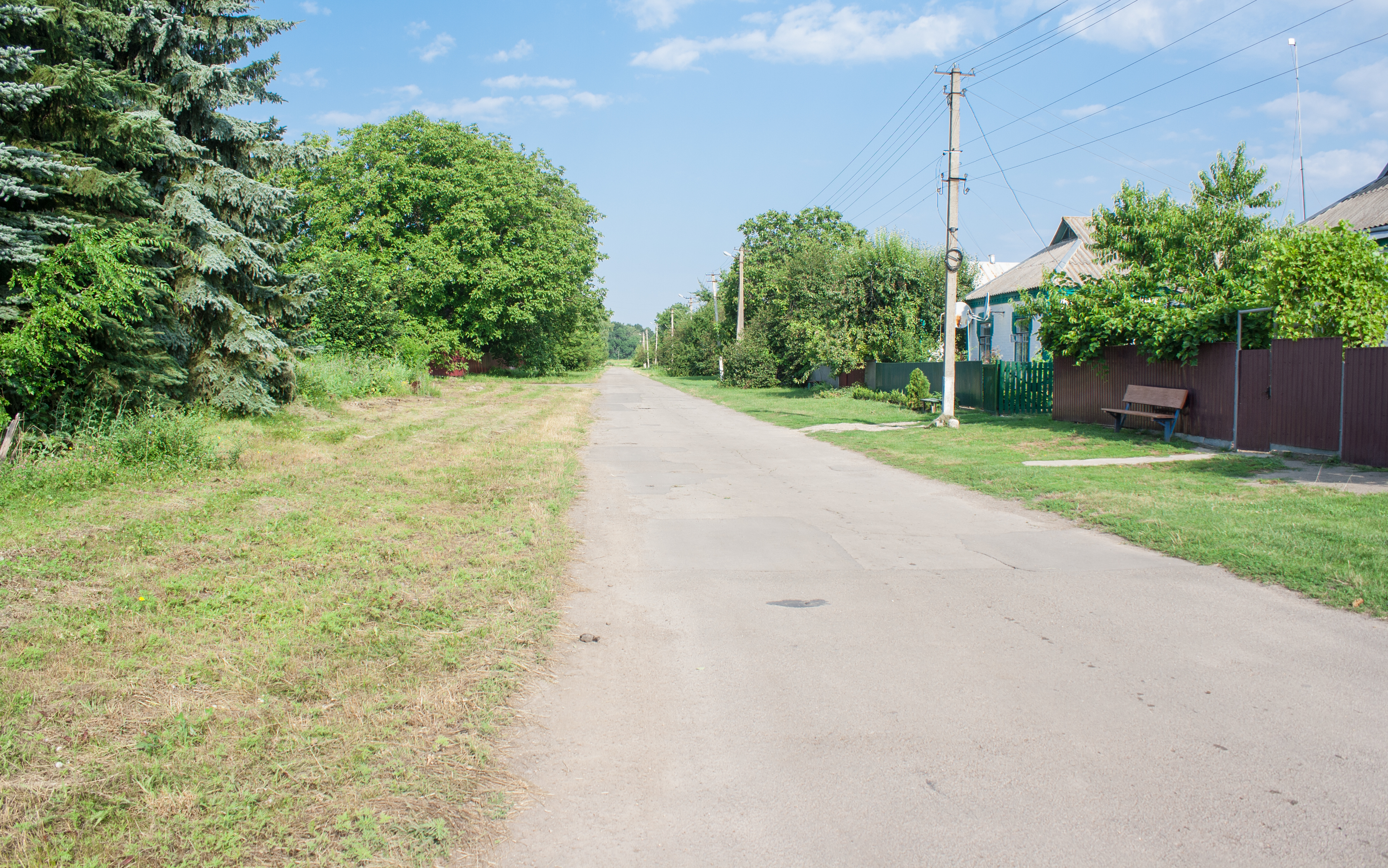
Вулиця Урожайна
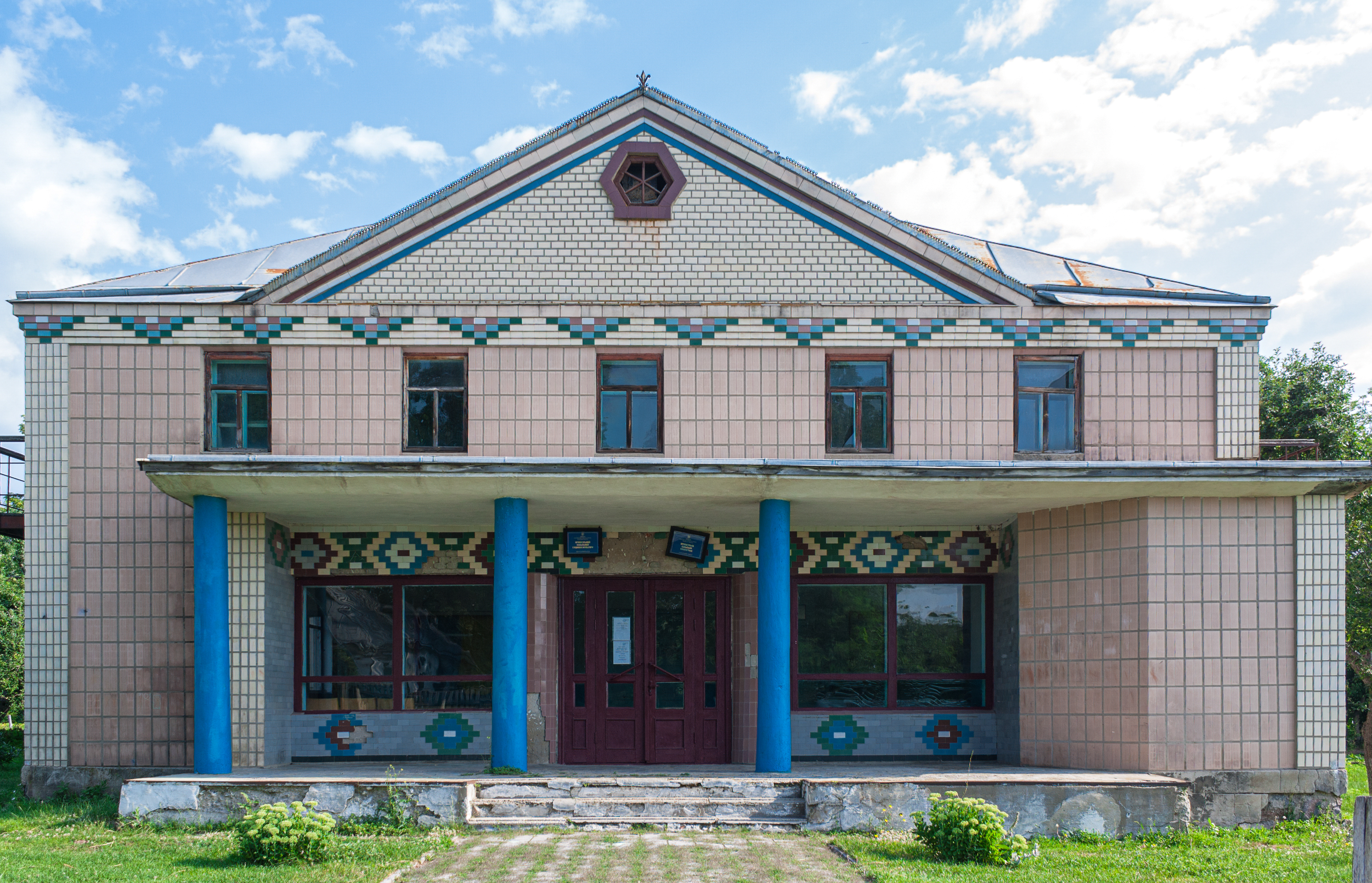
Будинок культури
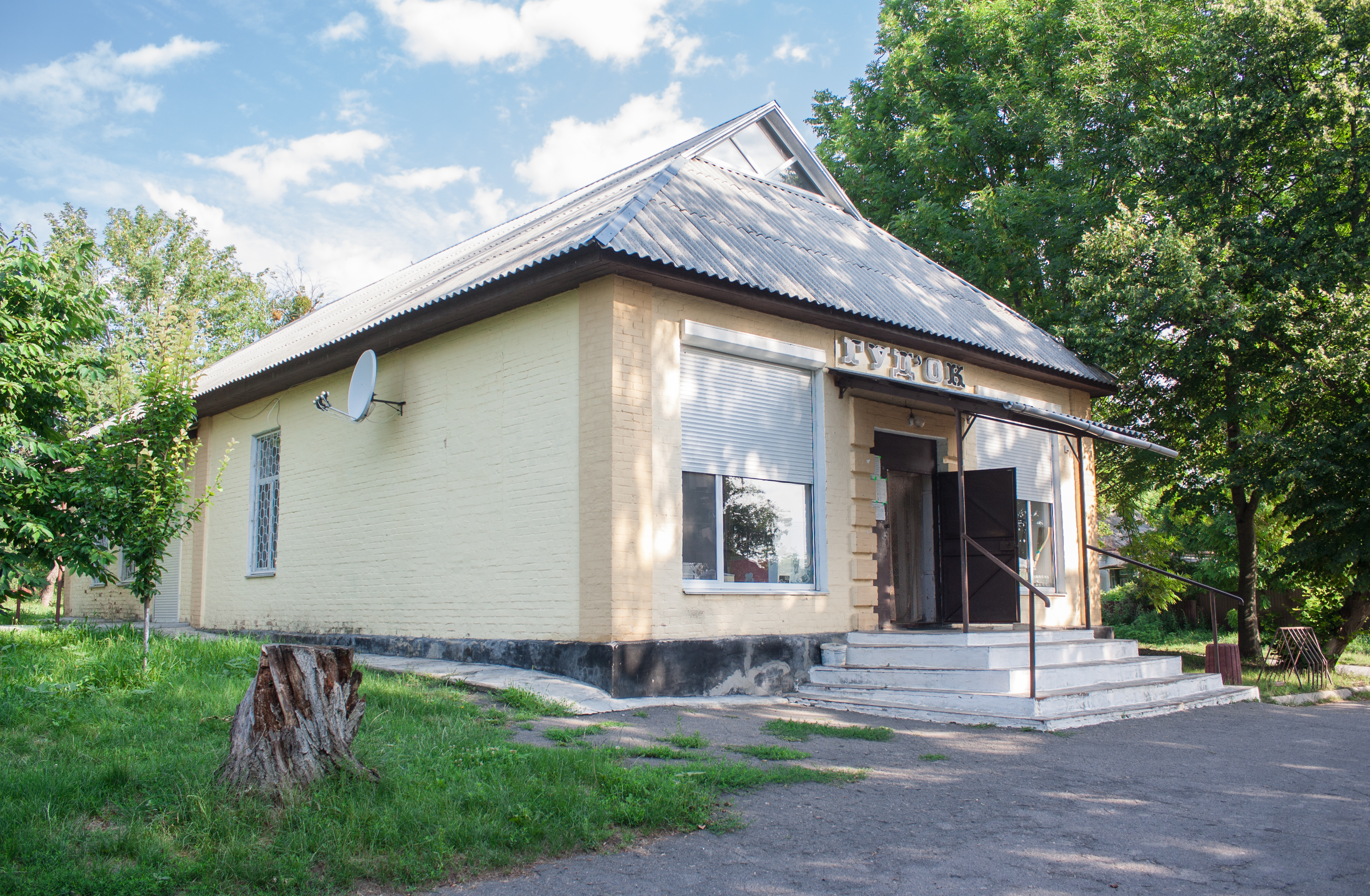
Магазин
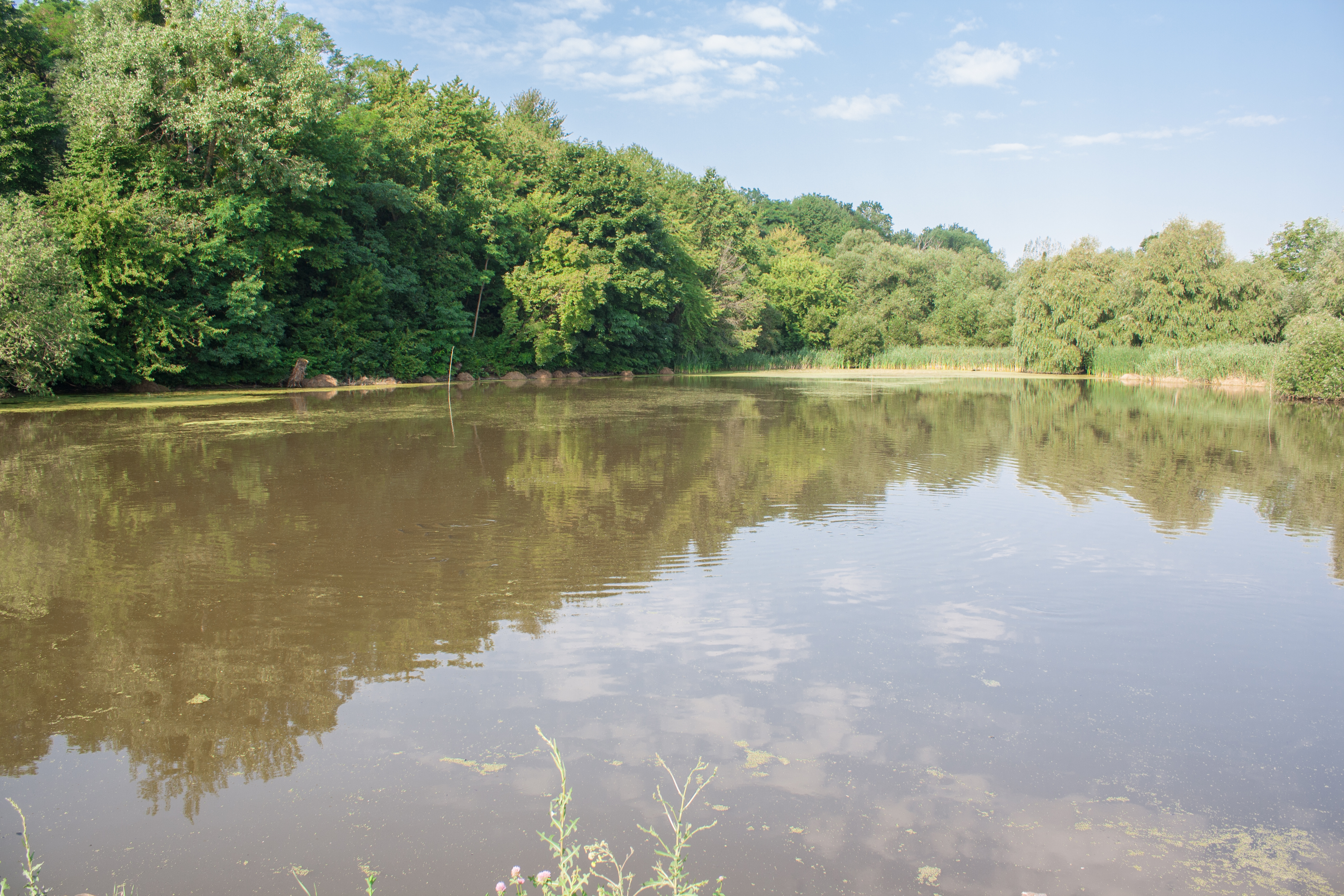
Ставок на річці Ревуха
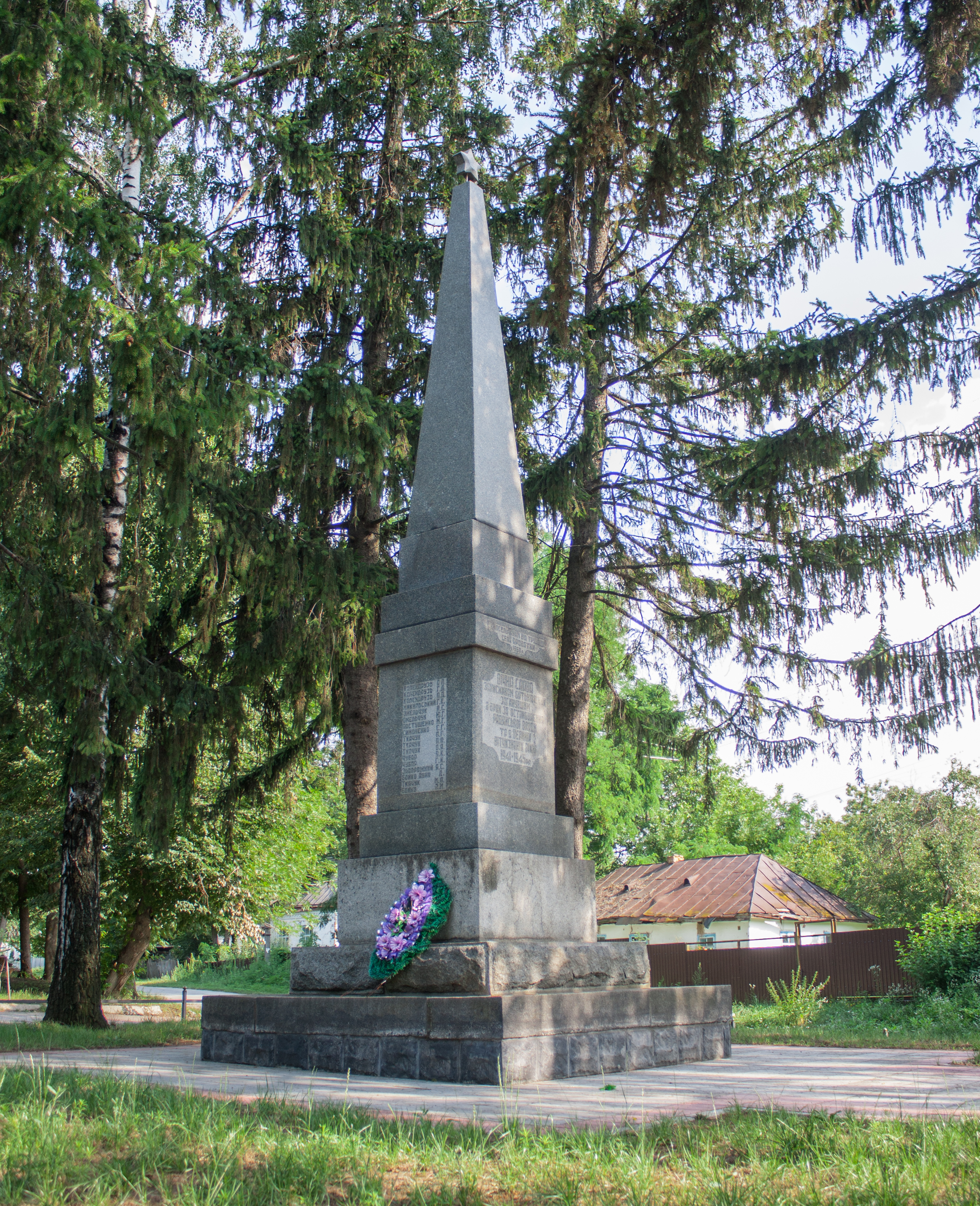
Пам'ятник воїнам-односельцям